# 芒廷霍姆 (愛達荷州)
芒廷霍姆是美國愛達荷州埃爾莫爾縣的一個城市，2010年美國人口普查有14206人口。
芒廷霍姆空軍基地位於城市的西南方

## 外部連結
- 官方网站
- Mountain Home School District （页面存档备份，存于） - official site